# Сергеј Безруков
Сергеј Витаљевич Безруков (рус. Сергей Витальевич Безруков; 18. октобар 1973) руски је глумац, народни уметник Русије.

## Биографија
Његов отац је глумац и режисер Виталиј Сергејевич Безруков. Док је био мали волео је да проводи време код оца на послу, што је утицало на његову одлуку да се бави глумом. Име је добио у част песника Сергеја Јесењина, омиљеног песника његовог оца.
Неколико година (1994—1999) радио је у емисији Лутке, где је синхронизовао 11 ликова, углавном политичара. Синхронизовао је бројне цртаће, снимио аудиобајке заједно са својом женом Ирином. Сергеј и Ирина су у браку 11 година, немају деце. Баве се хуманитарним радом, често посећују болнице и установе за децу и пружају им своје време, новац и пажњу.
Сергеја је прославила улога Саше Белог у култној серији Сашина екипа (Бригада). Глумио је и историјске личности, Јесењина, Пушкина, Капела... За потребе серије Јесењин. Историја о убиству, коју је режирао његов отац, написао је музику за стихове Јесењина. Те песме често изводи на својим уметничким вечерима - концертима. Сергеј веома лепо пева и свира гитару. Воли да изводи и песме Владимира Висоцког. Тренутно ради на филму о Висоцком: Висоцки, хвала што си жив. Његова улога је Јуриј, пријатељ Висоцког, мада се спекулише да Сергеј глуми и самог Висоцког. Наводно је изјавио да ће се повући из света филма ако се његов рад не покаже успешним. То су само кулоарске приче јер ни Сергеј ни екипа филма нису јавно рекли да ће управо он оживети Висоцког.
Од премијере Бригаде до данас Сергеј се налази на врху листе најомиљенијих глумаца у Русији.